# A16-os autópálya (Olaszország)
Az A16-os autópálya egy 172,5 km hosszúságú autópálya Olaszországban. Az út Campania és Puglia régiókon halad keresztül. Fenntartója az Autostrade per l'Italia.